# 草泥馬
草泥馬（そうでいば、クサドロウマ、簡体字：草泥马、ピンイン：cǎonímǎ、注音符号：ㄘㄠˇㄋㄧˊㄇㄚˇ）とは、中国のネット上の電子掲示板、動画などで現れるアルパカに似た外観を持つとされる架空の動物である。英語では"grass-mud horse"と呼ばれている。

## 概要

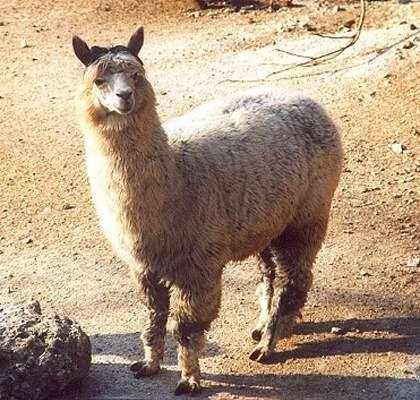
草泥馬のモデルのアルパカ（イメージ）

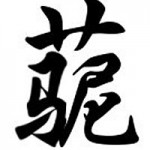
一文字で「草泥馬」を意味する創作漢字。これもネット上で発生したもの

一文字で「草泥馬」を意味する創作漢字を用いた篆刻作品

「草泥馬」はシマウマやアルパカの姿で表現され、2009年の初め頃から動画サイトなどに投稿され始めた。「草泥馬」は英語の「fuck your mother」に同じ意味の中国語の卑語「肏你媽、cào nǐ mā、ㄘㄠˋ ㄋㄧˇ ㄇㄚ-」に類似する音（同音で声調違い）の漢字を当てて動物の名前のようにしたものである。
元々は2009年初頭に始まった、政府諸機関がネット上から低俗な言葉などを一掃しようとした運動（整治互連網低俗之風専項行動）に対して、百度百科に「草泥馬」、「四大神獣」という題名の虚構記事が書かれたことがきっかけだった。「四大神獣」は、ネット検閲で削除されてしまう言葉に、同音、声調違いのままで動物の名前のようになる別の漢字を当てはめて、架空の珍獣4体の名前を作り上げ、その生態を面白おかしく書いたものであった。中国のネチズンたちによってこれらのキャラクターを使った風刺がなされるようになり、その中でも「草泥馬」は実写のアルパカの映像を使ったドキュメンタリー風の動画や、童謡を模したアニメーションなどがYouTubeで140万ページビューに達したことで広く知られるようになった。
2009年2月9日のCCTV関連ビル火災が起こった際には、CCTVの報道姿勢（捏造問題など）に否定的なネチズンが火災の画像を元に、「草泥馬」がビルを襲っているコラージュ画像を作っている。
キャラクターはさらに増え続け、現在は「十大神獣」となっている。「四大神獣」と比べて他の「六大神獣」はさほど有名ではない。

## 用語

### 草泥馬関係
- 馬勒戈壁（マーローゴービー、mǎlè gebì、ㄇㄚˇ ㄌㄜˋ ㄍㄜ- ㄅㄧˋ）
草泥馬たちが群れを成して住んでいるとされる広大な砂漠地帯。英語でYour mother's fucking vaginaを意味する中国語（媽了個屄、māle ge bī）の卑語と類似の音。「戈壁」はゴビ砂漠に代表される小石の砂漠を意味する。
- 臥槽泥馬（ウォーツァオニーマー、wòcáonímǎ）
主食である「沃草」（wòcǎo、英語で"I fuck"を意味する中国語「我肏（wǒ cào）」と同音、声調違い）という草を食べる「草泥馬」のこと。「臥槽泥馬」は、英語でI fuck your motherを意味する中国語「我肏你媽（wǒ cào nǐ mā）」と同音、声調違い。また、草を食べ過ぎて、狂気化したものを狂草泥馬（クワンツァオニーマー、kuáng cǎonímǎ。英語でI fuck your mother insanelyを意味する中国語「狂肏你媽」、kuángcào nǐmāと同音、声調違い）といい、「草泥馬たちの王」とされる。
- 朝尼族（ツァオニーズー、cháo ní zú）
「馬勒戈壁」に住む遊牧民で少数民族の一つとされる。厳しい自然の中で暮らし、「草泥馬」と共存している。なお、中国に実在する少数民族の朝鮮族や哈尼族（ハニ族）などとは関係なく、「肏你、cào nǐ」（"fuck you"の意）をもじったもの。
- 河蟹（ホーシェー、héxiè）
本来はチュウゴクモクズガニなどの淡水に棲む蟹を指す語。「沃草」を食べつくすために馬勒戈壁にやってきた草泥馬の天敵で、カニの姿をしている。「和諧」（héxié。胡錦濤政権のスローガン「和諧社会」をもじった中国のネット用語で「検閲」の意味）と同音。ハサミに3つの腕時計をしているという特徴がある。これは「三個代表」（sān'ge dàibiǎo）と「三個戴表」（sān'ge dài biǎo、3つ腕時計をつける）が同音のためである。

### 四大神獣関係
- 四大神獣（スーダーシェンショウ、sìdà shénshòu）
最初に百度百科に記事として投稿された4体の事で、いずれもネット上の検閲（「和諧」・「河蟹」）によって消されてしまうような卑猥な言葉などを基にしている。
- 草泥馬
- 雅蠛蝶（ヤーミェーディエ、yǎmièdié）
小さく可憐な蝶。日本製のアダルトビデオ（AV）などで出てくる日本語の「やめて」の発音から。
- 法克魷（ファークーヨウ、fǎkèyóu）
フランス（法蘭西）とクロアチア（克羅地亜）で同時に発見されたイカの一種とされる。英語のfuck youの発音に似せて漢字を当てはめたもの。
- 菊花蚕（ジューホヮツァン、júhuācán）
桑の葉ではなく菊の花を食べるカイコの一種とされる。周杰倫（ジェイ・チョウ）の歌う「菊花台」の歌詞の一部「菊花残，満地傷、júhuā cán, mǎndì shāng」（傷ついた菊が床に散らばる）が、「菊花残，満腚傷、júhuā cán, mǎndìng shāng」（菊の花（アナル）が壊され、尻中が傷だらけ）と聞こえることから。

### 十大神獣関係
- 十大神獣（シーダーシェンショウ、shídà shénshòu）- 四大神獣をはじめ、増え続けて十大神獣になった。
  - 上記の四大神獣
  - 鶉鴿（チュンゴー、chúngē）
ウズラとハトの合成語だが、「春哥」（チュンゴー、chūngē）と同音、声調違い。女性歌手の李宇春（Lǐ Yǔchūn）の愛称で、中性的な魅力から「春哥」（春アニキ）と呼ばれる。
  - 吉跋猫（ジーバーマオ、jíbámāo）
暗い場所を好むネコという設定。「鶏巴毛」（ジーバーマオ、jībā máo）をもじっており、男根の周りの陰毛のこと。
  - 尾申鯨（ウェイシェンジン、wěishēnjīng）
クジラの一種という設定。「衛生巾」（ウェイシェンジン、wèishēngjīn）と音が似る。生理用ナプキンのこと。
  - 吟稲雁（インダオイェン、yíndàoyàn）
ガンという設定。「陰道炎」（インダオイェン、yīndàoyán）と同音、声調違い。膣炎のこと。
  - 達菲鶏（ダーフェイジー、dáfēijī）
キジ科風の鳥類の一種。「打飛機」（ダーフェイジー、dǎ fēijī）と同音、声調違い（字面では飛行機を打つことだが、男がオナニーで射精することの隠語）。
  - 潜烈蟹（チェンリエシエ、qiánlièxiè）
「前列腺」（チェンリエシエン、qiánlièxiàn）と音が似る。前立腺のこと。

### その他
- 十大神獣の他にも、別の神獣が作られている。
  - 鸛狸猿（グアンリーユエン、guànlíyuán）
類人猿に例えた、中国でネットを監視する役職を指す「管理員」（グアンリーユエン、guǎnlǐyuán）のもじり。「河蟹」同様、「草泥馬」の天敵として扱われる。
  - 欺実馬（チーシーマー、qīshímǎ）
「70碼事件」のこと。2009年の中国における最も有名なネット用語の一つ。「欺実馬」の直訳は「真実を隠しごまかす馬」の意味。「草泥馬」と「河蟹」の間に生まれた生物とされる。「欺世馬」（チーシーマー、qīshìmǎ。世間を欺く馬の意）という亜種もいる。70碼事件とは2009年5月に浙江省杭州市で発生した交通事故で、警察側が被害者の遺族らに、加害者が明らかにスピード違反を犯していたという事実を隠し「犯人は時速70km[4]しか出していなかった」と虚偽の報告をしたことをネットユーザーらが糾弾した事件。
  - 毒豺（ドゥーチャイ、dúchái）
「独裁」（ドゥーツァイ、dúcái）のもじり。豺は狼やドールなどの大型のイヌ科動物を指すので、毒を持つ、あるいは憎らしいイヌの意味になる。
  - 鳴猪（ミンジュー、míngzhū）
「民主」（ミンジュー、mínzhǔ）のもじり。中国語で「猪」はイノシシではなくブタ。
  - 真象（ジンシャン、zhēnxiàng）
［象]に例えた「真相」（ジンシャン、zhēnxiàng）のもじり。そして「噬石真象」に例えた「事实真相」（ シー シージンシャン、shìshízhēnxiàng）のもじりもある,石や岩を食べる象だ,「真実」の意味だ。[5]
  - 肥猪牛（フェイジューニュー、féizhūniú）、非主牛（フェイジューニュー、fēizhǔniú）
ウシ科動物に例えた「非主流」（フェイジューリュー、fēizhǔliú。アウトロー）のもじり。
  - 稿栗蚌（ガオリーバン、gǎolìbàng）
「蚌」はハマグリ、バカガイなど、大型の二枚貝。「高麗棒」（ガオリーバン、gāolìbàng、トウモロコシを意味する方言語彙だが、韓国国民に対する蔑称）のもじり。
  - 鰲霸獁（アオバーマー、áobàmǎ）、澳巴馬（アオバーマー、àobāmǎ）
ウマに例えた、「奥巴馬」（アオバーマー、àobāmǎ。アメリカ合衆国第44代大統領バラク・オバマ）のもじり。
  - 吉獏（ジーモー、jímò）
バクに例えた「寂寞」（ジーモー、jìmò）のもじり。「寂しい」の意味。
  - 魔耳荘猿（モーアルジュアンユアン、mó'ěrzhuāngyuán）
類人猿に例えた「摩爾荘園」（摩尓荘園、モーアルジュアンユアン、mó'ěrzhuāngyuán）という中国のオンラインゲーム摩爾荘園のこと。
  - 杏鮫（シンジアオ、xìngjiāo）
サメに例えた「性交」（シンジアオ、xìngjiāo）のもじり。
  - 暁瀋羊（シアオシェンヤン、xiǎoshěnyáng）
ヒツジに例えた人気コメディアンの「小瀋陽」（シアオシェンヤン、xiǎo shěnyáng）のもじり。
  - 稚蚰（ジーヨウ、zhìyóu）
ヤスデに例えた「自由」（ズーヨウ、zìyóu）のもじり。
  - 趕羚羊（カンリンヤン、gǎnlíngyáng）
北京語の「肏你媽」と同義である台湾語の罵倒語「幹你娘」と音が似ていることから誕生。発祥地の台湾では「趕羚羊草枝擺」（原義は「羚羊を追い立て、草枝を取り払う」だが、実は「幹你娘臭雞掰」（「臭雞掰」は「臭い膣」の意）という卑猥な言葉に引っ掛けた駄洒落。）という猥歌が作られた。
  - 亜克蜥（ヤークーシー、yàkèxī）
中央アジアのエルティシ川に住むとされる大型のトカゲ。「亜克西」（ヤークーシー、yàkèxī）、すなわちウイグル語の「良い」（ヤクシ、ウイグル語: ياخشى、ラテン文字：yaxshi）のこと。2010年中国中央電視台春節聯歓晩会の新疆歌舞「幸福生活亜克西」（前名「党の政策亜克西」）より命名された。